# Albert Studler (Politiker, 1840)
Albert Studler (* 22. November 1840 in Wettswil am Albis; † 2. April 1914 ebenda); heimatberechtigt in Wettswil und Seengen, war ein Schweizer Landwirt und freisinniger Landwirtschaftspolitiker.

## Leben

### Familie
Albert Studler war der Sohn des Landwirts Rudolf Studler und von dessen Ehefrau Verena (geb. Bühler).
Er war in erster Ehe mit Anna, der Tochter von Caspar Oggenfuss, und in zweiter Ehe mit Louise, der Tochter des Wirts Hans Jakob Vollenweider, verheiratet. Er hatte mehrere Kinder.

### Werdegang
Studler war bis 1865 als Landwirt tätig und wurde dann Gemeinderatsschreiber und später Gemeindepräsident sowie Gemeindeammann von Wettswil.
Von 1897 bis 1914 war er Bezirksstatthalter von Affoltern am Albis.

### Politisches Wirken
Studler war von 1878 bis 1914 liberaler beziehungsweise freisinniger Zürcher Kantonsrat und gehörte dort der Wahlprüfungskommission an.
Seit 1887 war er Bezirksrat und für den Bauernbund, für den er bereits 1899 kandidiert hatte, vom 1. Dezember 1902 bis zum 1. Mai 1910 Nationalrat; nach seinem Rücktritt folgte ihm Johann Jakob Hauser in den Nationalrat.
Er engagierte sich vor allem auf Gemeinde- und Bezirksebene sowie in verschiedenen landwirtschaftlichen Vereinen und Verbänden.

## Mitgliedschaften
Studler war 1863 Mitbegründer des Unterhaltungs- und Fortbildungsvereins, des späteren Gemeindevereins in Wettswil, dem er 1894 auch als Präsident vorsass.
Er stand dem Landwirtschaftlichen Bezirksverein als Präsident vor, und er war Mitglied der Gemeinnützigen Bezirksgesellschaft (siehe Schweizerische Gemeinnützige Gesellschaft).